# Bouygues Télécom (wielerploeg)/2005

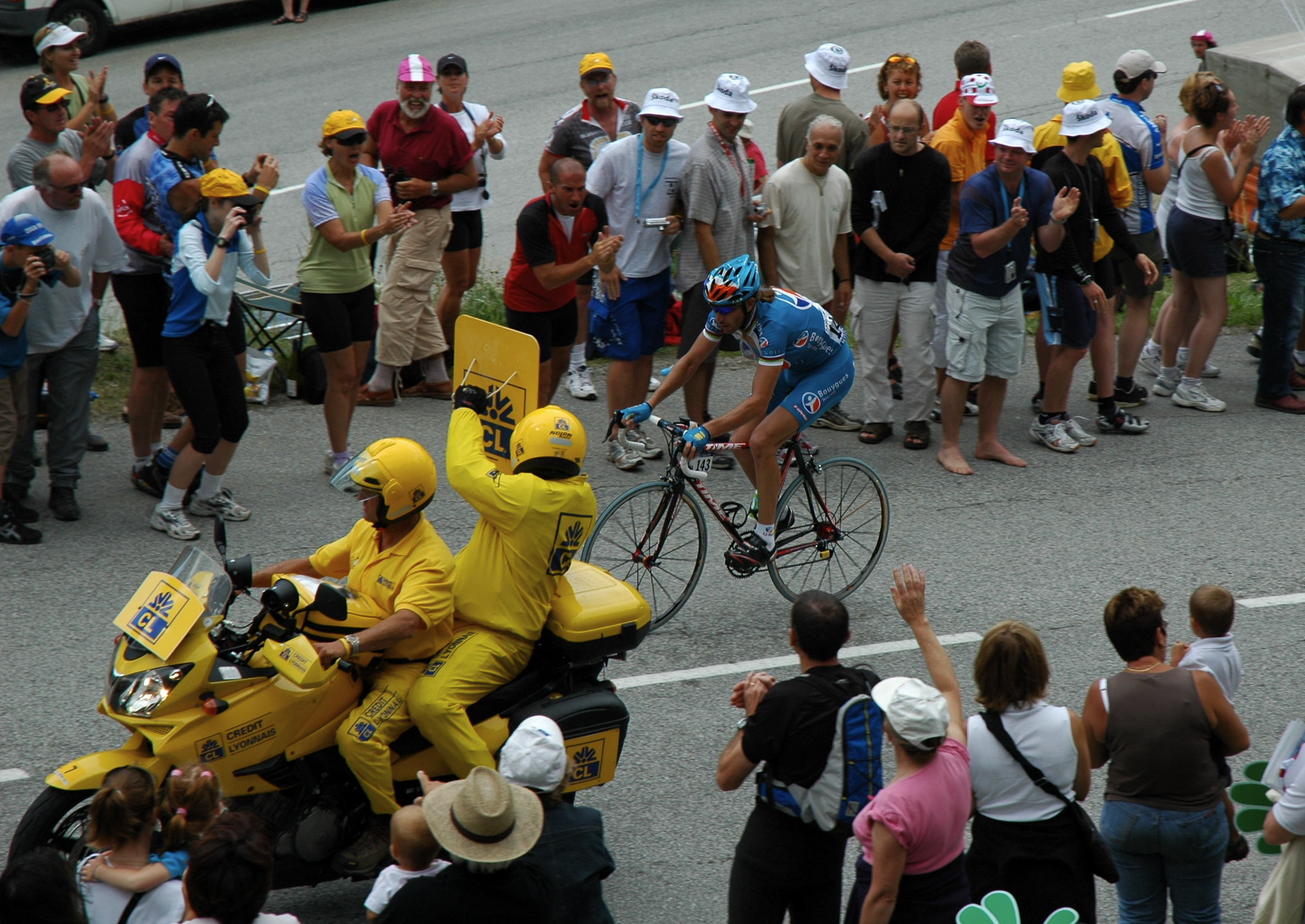
Laurent Brochard tijdens de Tour de France 2005

Deze pagina geeft een overzicht van de wielerploeg Bouygues Telecom in 2005.
| Naam                 | Geboortedatum | Nationaliteit | Ploeg 2004         |
| -------------------- | ------------- | ------------- | ------------------ |
| Walter Bénéteau      | 28-07-1972    | Frankrijk     |                    |
| Giovanni Bernaudeau  | 25-08-1983    | Frankrijk     | Vendée U (espoirs) |
| Olivier Bonnaire     | 02-03-1983    | Frankrijk     | Vendée U (espoirs) |
| Franck Bouyer        | 17-03-1974    | Frankrijk     |                    |
| Laurent Brochard     | 26-03-1968    | Frankrijk     | Ag2r Prévoyance    |
| Anthony Charteau     | 04-06-1979    | Frankrijk     |                    |
| Sébastien Chavanel   | 21-03-1981    | Frankrijk     |                    |
| Mathieu Claude       | 17-03-1983    | Frankrijk     | Vendée U (espoirs) |
| Pierre Drancourt     | 10-05-1982    | Frankrijk     | Vendée U (espoirs) |
| Pierrick Fédrigo     | 30-11-1978    | Frankrijk     | Crédit Agricole    |
| Yohann Gène          | 25-06-1981    | Frankrijk     | Vendée U (espoirs) |
| Anthony Geslin       | 09-06-1980    | Frankrijk     |                    |
| Maryan Hary          | 27-05-1980    | Frankrijk     |                    |
| Christophe Kern      | 18-01-1981    | Frankrijk     |                    |
| Laurent Lefèvre      | 02-07-1976    | Frankrijk     |                    |
| Frédéric Mainguenaud | 10-07-1974    | Frankrijk     | Agritubel          |
| Rony Martias         | 04-08-1980    | Frankrijk     |                    |
| Alexandre Naulleau   | 22-01-1981    | Frankrijk     |                    |
| Mickael Pichon       | 17-09-1973    | Frankrijk     |                    |
| Jérôme Pineau        | 02-01-1980    | Frankrijk     |                    |
| Anthony Ravard       | 28-09-1983    | Frankrijk     | Vendée U (espoirs) |
| Franck Renier        | 11-04-1974    | Frankrijk     |                    |
| Didier Rous          | 18-09-1970    | Frankrijk     |                    |
| Matthieu Sprick      | 29-09-1981    | Frankrijk     |                    |
| Thomas Voeckler      | 22-06-1979    | Frankrijk     |                    |
| Unai Yus             | 13-02-1974    | Spanje        |                    |

## Overwinningen
GP Cholet-Pays de Loire
Pierrick Fédrigo
Paris-Camembert
Laurent Brochard
Ronde van de Sarthe
1e etappe: Anthony Ravard
Circuit de Lorraine
3e etappe: Anthony Geslin
Vierdaagse van Duinkerke
3e etappe: Thomas Voeckler
Eindklassement: Pierrick Fédrigo
Ronde van Catalonië
6e etappe: Anthony Charteau
Route du Sud
3e etappe: Didier Rous
NK wielrennen
Frankrijk: Pierrick Fédrigo
Ronde van Guadeloupe
9e etappe: Julien Belgy

## Teams

### 09.02.2005–13.02.2005:Ronde van de Middellandse Zee
21. Thomas Voeckler
22. Laurent Brochard
23. Mathieu Claude
24. Anthony Geslin
25. Christophe Kern
26. Laurent Lefèvre
27. Franck Renier
28. Rony Martias

### 02.07.2005–24.07.2005:Ronde van Frankrijk
141. Didier Rous
142. Walter Bénéteau
143. Laurent Brochard
144. Pierrick Fédrigo
145. Anthony Geslin
146. Laurent Lefèvre
147. Jérôme Pineau
148. Matthieu Sprick
149. Thomas Voeckler
2000 · 2001 · 2002 · 2003 · 2004 · 2005 · 2006 · 2007 · 2008 · 2009 · 2010 · 2011 · 2012 · 2013 · 2014 · 2015 · 2016 · 2017 · 2018 · 2019 · 2020 · 2021 · 2022 · 2023 · 2024 · 2025
Bouygues Télécom · Cofidis, Le Crédit par Téléphone · Crédit Agricole · Team CSC · Davitamon - Lotto · Discovery Channel Pro Cycling Team · Domina Vacanze · Euskaltel - Euskadi · Fassa Bortolo · La Française des Jeux · Team Gerolsteiner · Illes Balears - Caisse D'Espargne · Lampre - Caffita · Liberty Seguros - Würth Team · Liquigas - Bianchi · Phonak Hearing Systems · Quick Step - Innergetic · Rabobank · Saunier Duval - Prodir · T-Mobile Team